# 須賀川 (愛媛県)
須賀川（すかがわ）は、愛媛県南西部の主に宇和島市を流れる二級河川。須賀川水系の本流である。

## 概要
水域規模としては小さな川だが、宇和島市中心部の水源として重要な役割を担っている。宇和島市は台風がよく上陸する一方で2か月近く降水の無いこともある不安定な気候を抱え、かつては渇水と洪水に悩まされがちだったものの、1977年3月に須賀川ダムが須賀川中流域に完成、治水面で大きく前進した。
須賀川は昭和7年に付替えが完成するまで、城北中学校あたりから、現在の市役所北側あたりの内港に流れていた。土砂が堆積して船舶の航行に不便なことから見返り坂を掘削して玉ヶ月に注ぐように変更された。

## 地理
愛媛県北宇和郡鬼北町牛野川の、泉が森（標高755.2m）南麓に発し南流。国道320号が近づくと西流に転じ、やがて宇和島市域に入る。鮎返滝を経てダム湖の若山湖に至り、南から正川を併せると、須賀川ダムとなる。ダムを過ぎると徐々に宇和島市街を流れるようになり、南から金丸川、また予讃線をくぐると北から第一の支流、光満川が合流する。その後は宇和島市街北部を、山裾を取り巻くように西流して宇和島湾に注ぐ。

## 流域の自治体
愛媛県
北宇和郡鬼北町、宇和島市

## 主な支流
- 正川
- 金丸川
- 光満川 - 須賀川水系の流域面積の46%を占める、須賀川水系第一の支流。
  - 高串川

## 須賀川ダム
- 重力式コンクリートダム
- 1977年3月竣工
- 総貯水水量 305万立方m
- 利水容量 143万立方m

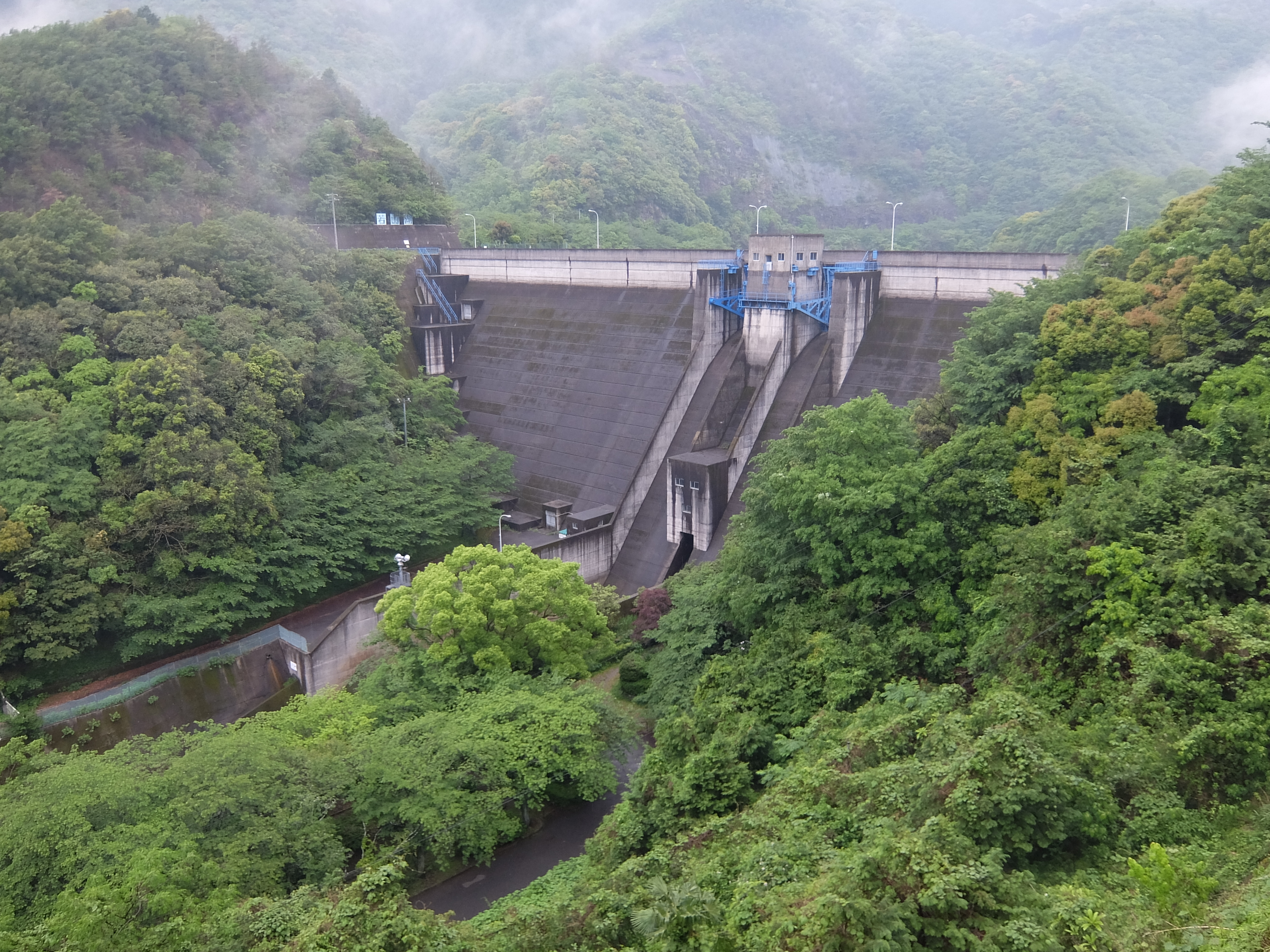
須賀川ダム
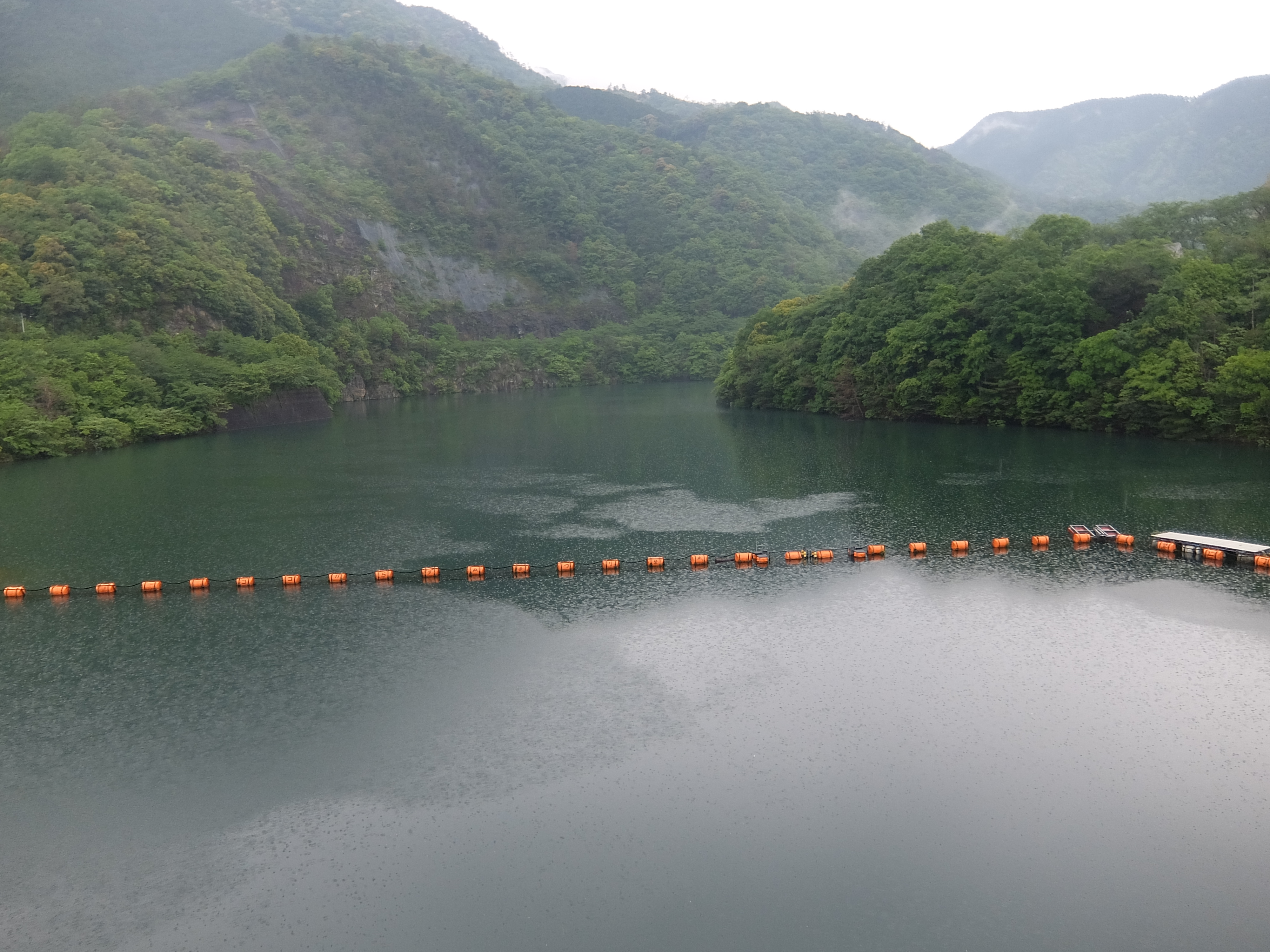
ダム湖の若山湖
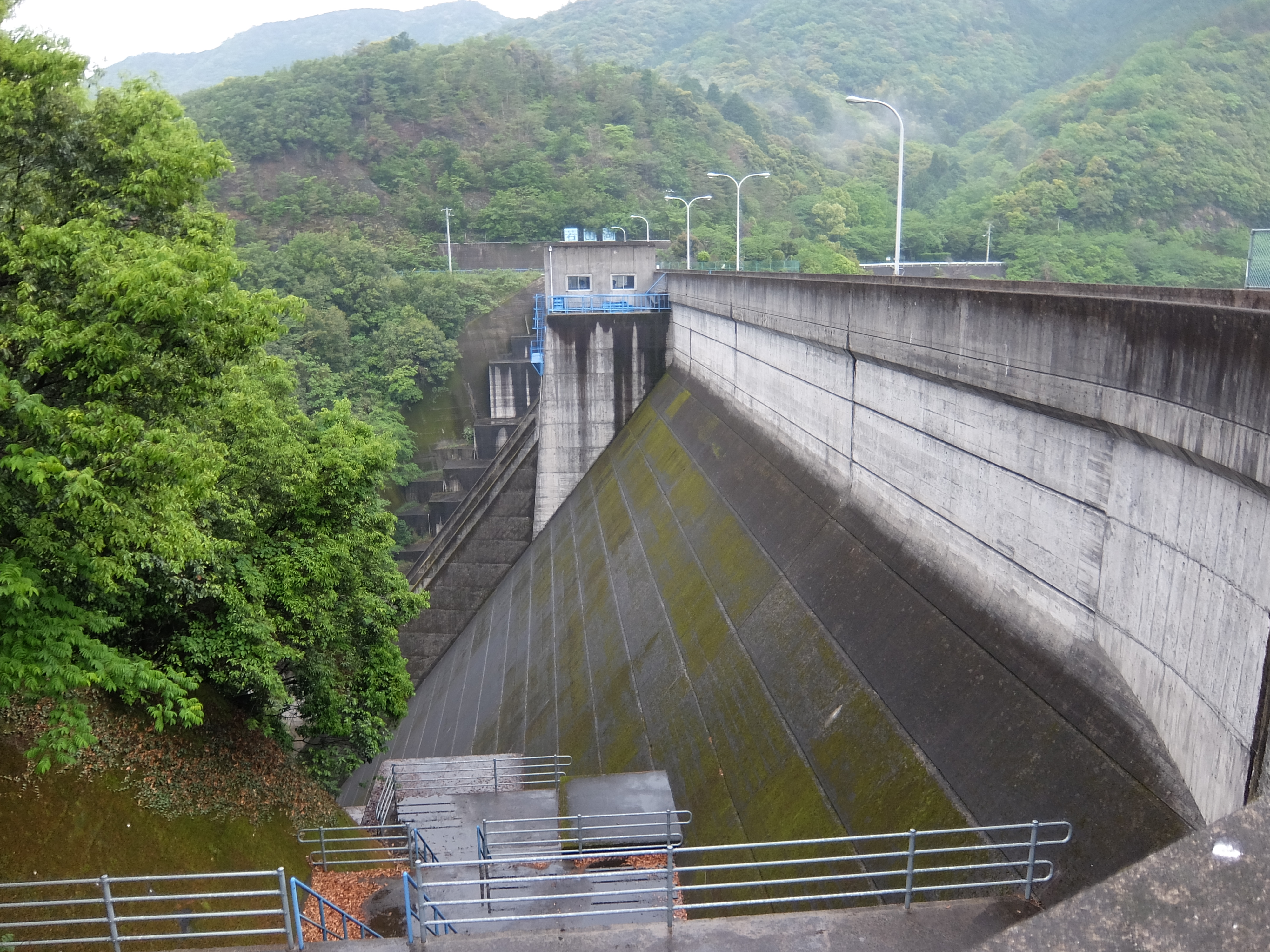
堤体の様子
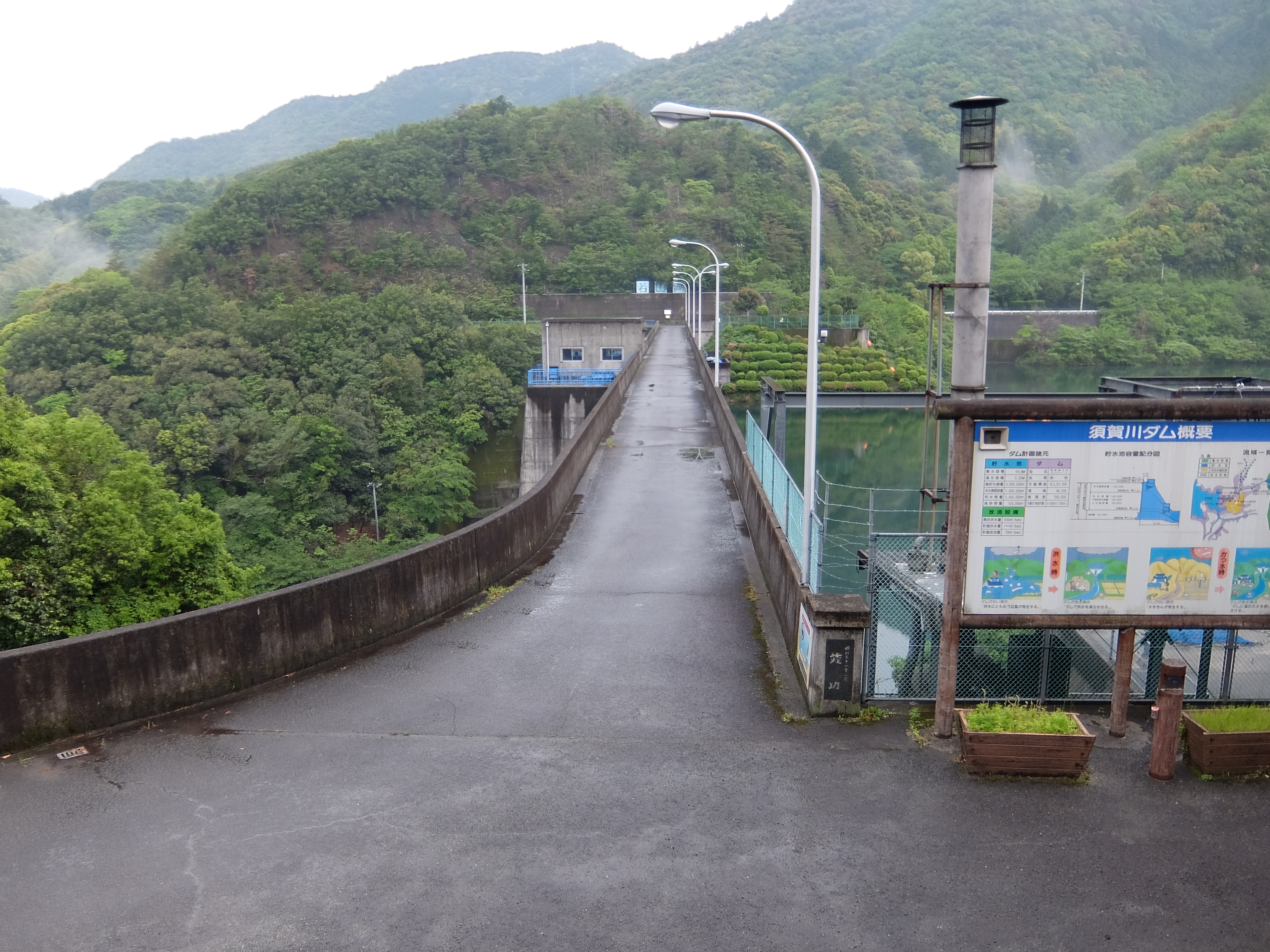
天端は道になっていて歩くことができる
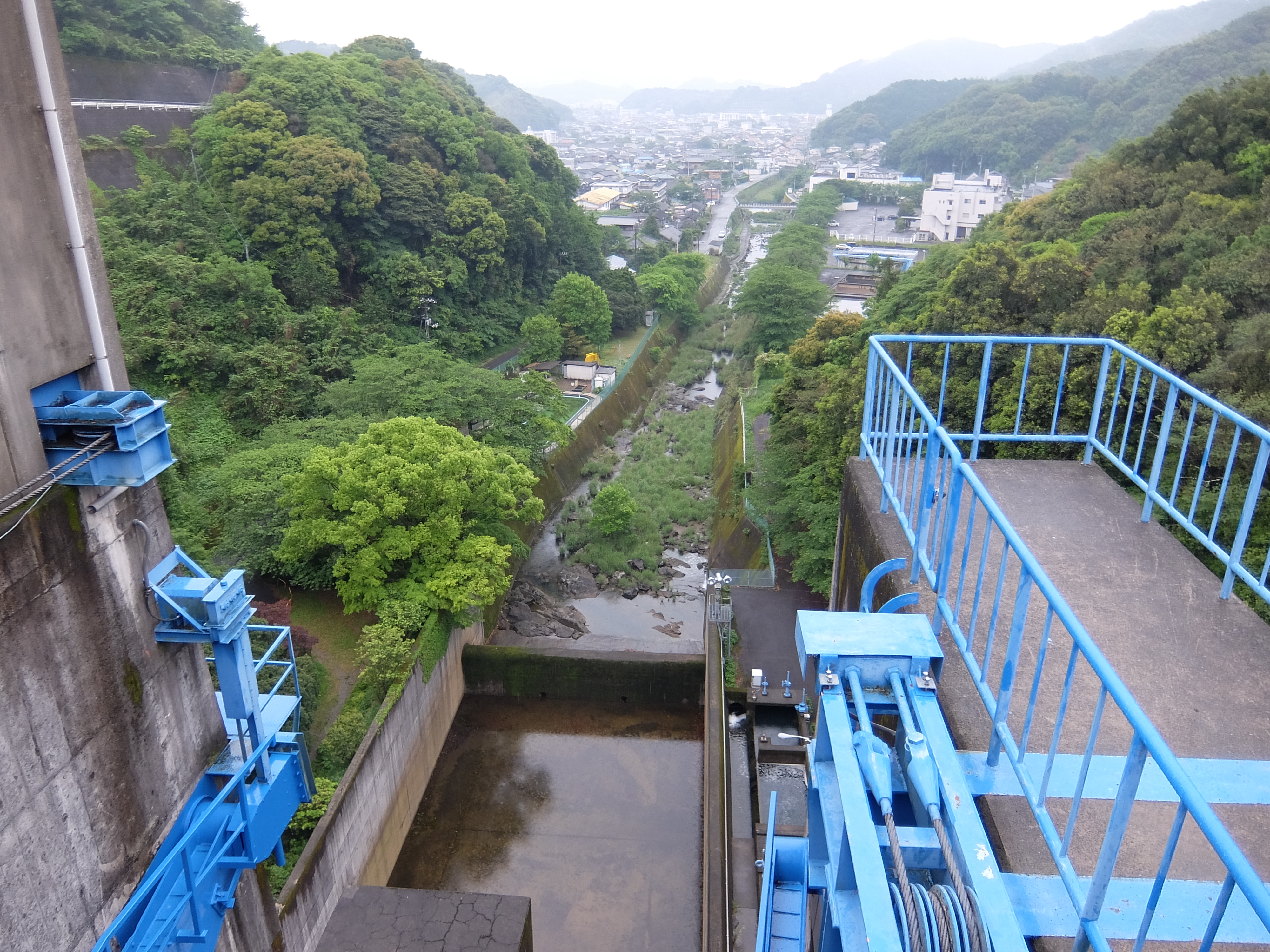
堤体から下流をのぞむ
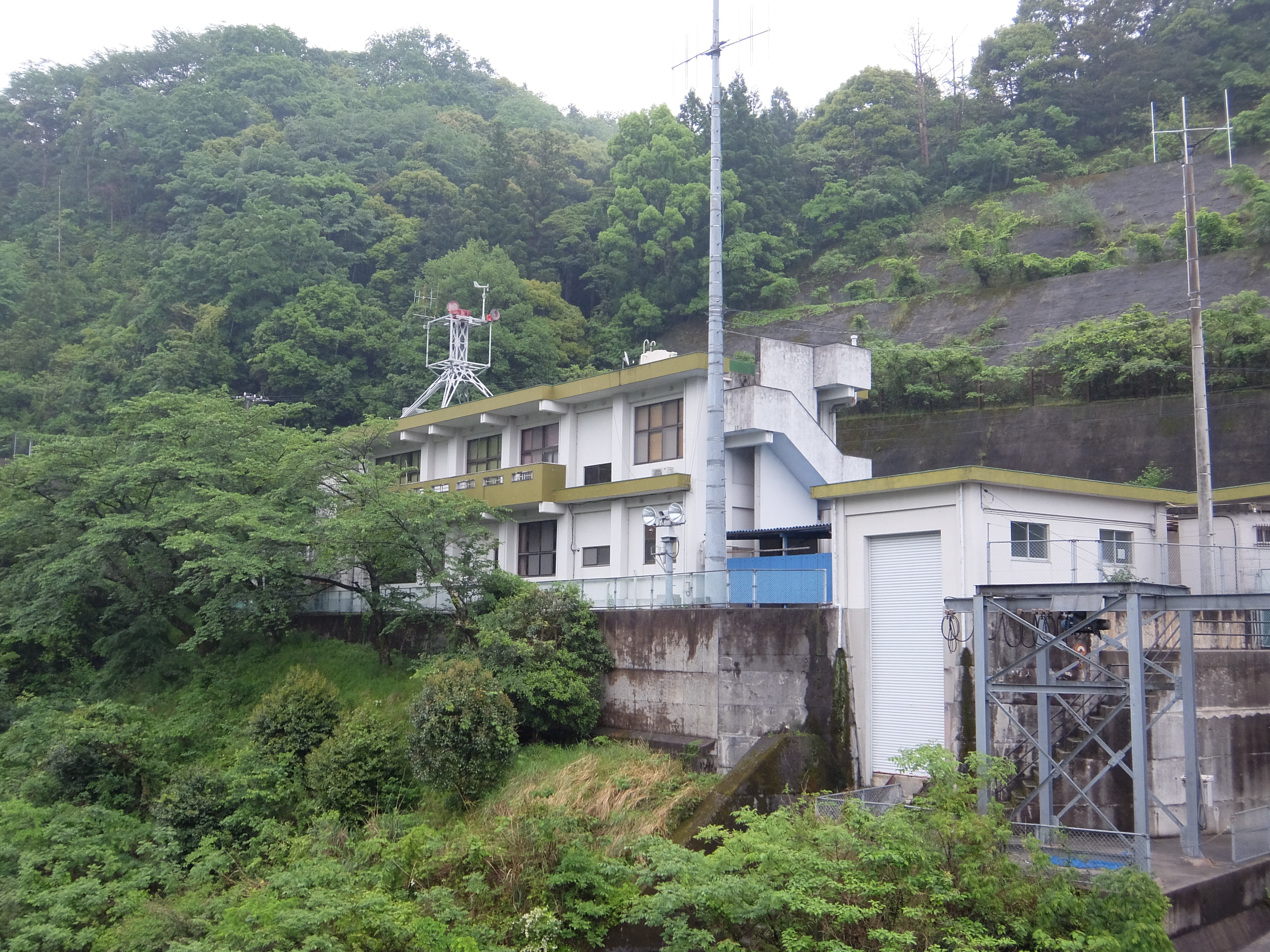
管理事務所

## 並行する交通
- 須賀川
  - 国道320号
- 光満川
  - 予土線
  - 愛媛県道57号広見三間宇和島線
- 高串川
  - 予讃線
  - 国道56号

## 流域の観光地
- 鮎返滝
- 若山湖
- 伊吹八幡神社
- 和霊神社
- 宇和島市営闘牛場